# Liste des ambassadeurs de Chypre en Estonie
L’ambassadeur de Chypre en Estonie est le représentant légal le plus important de Chypre auprès du gouvernement estonien. Il n'est pas résident, l'ambassade étant situé à Helsinki depuis 2000 et, auparavant (1994-1999) à Stockholm.

## Ambassadeurs successifs
| Début           | Fin      | Ambassadeur        | Résidence | Observations                              |
| --------------- | -------- | ------------------ | --------- | ----------------------------------------- |
| 1994            | 1999     | Tasos Panayides    | Stockholm | cf. Relations entre Chypre et la Suède    |
| 2000            | 2002     | Leonidas Markides  | Helsinki  | cf. Relations entre Chypre et la Finlande |
| 2003            | 2006     | Loria Markides     | Helsinki  | cf. Relations entre Chypre et la Finlande |
| 2007            | 2011     | Thalia Petrides    | Helsinki  | cf. Relations entre Chypre et la Finlande |
| 2011            | 2014     | Filippos Kritiotis | Helsinki  | cf. Relations entre Chypre et la Finlande |
| 12 février 2015 | en cours | Evangelos Savva    | Helsinki  | cf. Relations entre Chypre et la Finlande |

## Sources